# 布魯克山 (南喬治亞島)
布魯克山（英語：Mount Brooker），是南極洲的山峰，位於南喬治亞島，處於韋布冰川源頭，屬於阿勒代斯山脈的一部分，海拔高度1,880米，現時由英國海外領土管轄。